# 愛してるって言っておくね
『愛してるって言っておくね』（If Anything Happens I Love You）は、ウィル・マコーマックとマイケル・ゴヴィア監督・脚本による2020年のアメリカ合衆国の2Dアニメ短編映画である。校内銃乱射事件による娘の死から立ち直る夫婦の物語である。ギルバート・フィルムズとオー・グッド・プロダクションズが製作し、2020年11月20日にNetflixで配信された。
映画の初期構想はマコーマックとゴヴィアの出会いの時から存在しており、2人は1年をかけて脚本を執筆した。2018年に製作が始まり、ヤングラン・ノーがアニメーション監督として雇われた。映画は『岸辺のふたり』の影響を受けており、エブリタウン・フォー・ガン・セーフティと連携して製作され、2020年2月に完成した。
2020年3月4日にビバリーヒルズのユナイテッド・タレント・エージェンシーでプライベート・スクリーニングが行われた。批評家には高評価され、第93回アカデミー賞短編アニメ賞を受賞した。

## プロット
ローティーンの娘を亡くした父母が互いに距離を置いて暮らしている。2人は直接の対話を拒んでいるが、彼らはその本当の感情を表している影によって見守られている。父親が外に出ている間、母親は娘の寝室に入ろうと考えるが、悲しみに打ちひしがれて立ち止まってしまう。
洗濯をしている母親は娘のシャツを洗ってしまったことに気付いて泣き出してしまう。彼女が洗濯機の近くに座り込むとサッカーボールが落下し、娘の寝室に転がり込む。ボールがレコードプレーヤーにぶつかった拍子に「1950」が再生される。母親は寝室に入り、その後そこで夫と顔を合わせる。「1950」が再生されている間に娘を表す影がレコードプレーヤーから飛び出し、両親は娘の生涯の出来事を思い出し始める。
回想で両親は娘の成長を目にする。娘はサッカーに熱中し、10歳の誕生日を祝い、初めてのキスを経験する。回想の最後で娘は両親から離れて学校に向かう。この後に何が起こるのかを知る両親の影は娘が学校内に入るのを阻止しようとするが、これは記憶の出来事であるために失敗する。その学校では銃乱射事件が発生して娘は射殺され、両親には「愛してるって言っておくね」（"If anything happens I love you"）という彼女の最後のメッセージテキストが残される。
離れそうになる両親の２つの影が娘の影によって結びつけられると、現実の両親は抱擁し、娘の影は悲しむ2人の影の間で輝く光になる。

## 製作
脚本のウィル・マコーマックとマイケル・ゴヴィアは演劇学校以来の友人であり、この映画の初期構想はグリフィス公園での2人の出会いから生まれた。ゴヴィアはそこで人間には到達できない感情を影が表現する映画を製作することを思いついた。マコーマックはそれが「強力」な設定であると言って同意した。この映画の目的は「ニュース・サイクルが終わってもコミュニティに残る悲しみと、その悲しみがどう見えるか」を示すことであった。映画を監督するにあたって2人は学校内銃撃事件や米国内の銃による暴力事件で子供を亡くした親たちに会った。2人はまたエブリタウン・フォー・ガン・セーフティとマムズ・デマンド・アクションと密接に連携し、団体は脚本に関する独自のフィードバックを共有し、その全体的なテーマを拡大できるようにした。
当初からこれはアニメーション映画になる予定だった。私たちはこれの実写版では強烈すぎると思った。私たちはアニメーションが喪失と悲しみについての深い対話をするための完璧な玄関だと考えた。—プロジェクトをアニメ映画にすることを決めたゴヴィア
2人は自己資金によるアイデアをアニメーション映画として実現するためにまず最初にプロデューサーのマリアン・ガーガーと会った。その後まもない2018年後半に『愛してるって言っておくね』の製作が始まり、2019年4月から12月にかけてアニメーション製作が進められた。映画にはヤングラン・ノー、ヘイン・ミシェル・ホ、ジュリア・ゴメス・ロドリゲスなど28人が参加し、TVPaint Animationでアニメーションが作られた。製作は2020年2月に完了した。アニメーションにおける多様性と表現の重要性に取り組むため、アニメーション、作曲、主要プロデュースは全て女性スタッフで行われた。
ゴヴィアもプロデュースの1人を務め、彼とマコーマックは1年で12ページの脚本を執筆した。その直後、カリフォルニア芸術大学に通うノーがマイヤ・ブルネット教授の推薦によりアニメーター兼芸術監督として雇われた。ノーはアカデミー賞を受賞した短編映画『岸辺のふたり』から影響を受けて白黒パレットを使った。ノーによると映画の背景は物語を「生」と「未完成」に感じさせるために紙に水彩で描かれており、「悲しむ両親にあふれる空虚」と一致するために背景に最小限の色をつけたと述べた。
マコーマックとゴヴィアによると彼らは擬人化された影を通して物語を伝えたがり、「悲しみを描いて探求する」ために複数の場面が「完全テクニカラー」では描かれなかった。ノーや他のスタッフとの連絡を取り合うためにマコーマックとゴヴィアはSlackを使って「お互いの作業をリアルタイムで批評し、確認」した。
音楽の多くはリンゼイ・マーカスによって作曲され「Beautiful Dreamer」の場面はチャールズ・ディッカーソンが運営するロサンゼルスの都心青年オーストラリアによってアレンジ、演奏された。『アニメーション・スクープ』のインタビューでマコーマックは2人で音楽を探している時に聴いていたために「1950」を選んだことを明かした。ゲイリー・ギルバートとジェラルド・シャマレスもプロデューサーを務め、編集はピーター・エッティンガーがAdobe Premiere Proを使って行った。

## 公開
『愛してるって言っておくね』は2020年3月4日にビバリーヒルズのユナイテッド・タレント・エージェンシーで行われたプライベート・スクリーニングで初公開された。スクリーニングはローラ・ダーン、ジェイミー・レモンズ、チェルシー・ハンドラー、フィル・ジョンストン、メアリー・マコーマック、ラシダ・ジョーンズが提供した。2020年10月14日にNetflixが配給権を獲得し、同年11月20日に同プラットフォームで配信された。
TikTok上では「#IfAnythingHappensILoveYou」が公開直後より拡散され、コンテンツクリエイターは視聴する前後の反応をシェアした。

## 評価

### 批評家の反応
レビュー集積サイトのRotten Tomatoesでは8件のレビューで支持率が100%となった。
『ジ・インディペンデント・クリティック』のリチャード・プロペスはA+、5ツ星満点で4ツ星を与え、映画のメッセージ、アニメーション、キャラクターを賞賛し、「アニメｰションのマスターピース」と評した。『ザ・モンクラリオン』のミーガン・レムは映画のシンプルさを賞賛し、「言葉、色、洗練されたイラストを排除することで対話では捉えることが苦悩と虚無を劇的に伝える」と述べた。『ディシダー』のアンナ・メンタは「美しく、しかし耐えがたいほど痛ましい悲劇の肖像」と評し、誠実で実話のようであると述べた。

### 受賞とノミネート
2020年10月14日、インディーワイアはNetflixが第93回アカデミー賞短編アニメ賞のコンテンダーの3作のうち1作に『愛してるって言っておくね』を検討していることを報じた。2021年2月、『愛してるって言っておくね』は短編アニメ賞の対象96作品の中から最終選考10作に残った。この部門ではNetflix作品であった。3月にアカデミー賞本戦候補が発表され、『愛してるって言っておくね』もそれに含まれた。
| 賞           | 授賞式        | 部門                          | 候補                                           | 結果       | 参照          |
| ------------ | ------------- | ----------------------------- | ---------------------------------------------- | ---------- | ------------- |
| アカデミー賞 | 2021年4月25日 | 短編アニメ賞                  | ウィル・マコーマック、マイケル・ゴヴィア       | 受賞       | [ 31 ]        |
| アニー賞     | 2021年4月16日 | 編集賞 (テレビ・メディア部門) | ピーター・エッティンガー、マイケル・バブコック | ノミネート | [ 33 ] [ 34 ] |